# SimCorp
SimCorp est une entreprise danoise qui fournit des logiciels intégrés pour le secteur financier, notamment à destination de la gestion d'actifs et de la banque d'investissement.

## Histoire
Fondée en 1971, elle est basée à Copenhague et est dirigée par Klaus Holse (en). Elle a des filiales avec les pays nordiques ainsi que l'Europe, l'Amérique du Nord et l'Asie-Pacifique. Elle est cotée à l'indice OMX Copenhagen.